# Podgorje (żupania virowiticko-podrawska)
Podgorje – wieś w Chorwacji, w żupanii virowiticko-podrawskiej, w mieście Virovitica. W 2011 roku liczyła 833 mieszkańców.